# Rafael Godeiro
Rafael Godeiro is een gemeente in de Braziliaanse deelstaat Rio Grande do Norte. De gemeente telt 3.251 inwoners (schatting 2009).